# Turchino (colore)
Il turchino è un colore cupo, più scuro del celeste, che spesso viene confuso con un azzurro, ma più intenso e saturo. Comunque, si fa sempre riferimento all'arte per identificare la realtà del colore. 

## Etimologia

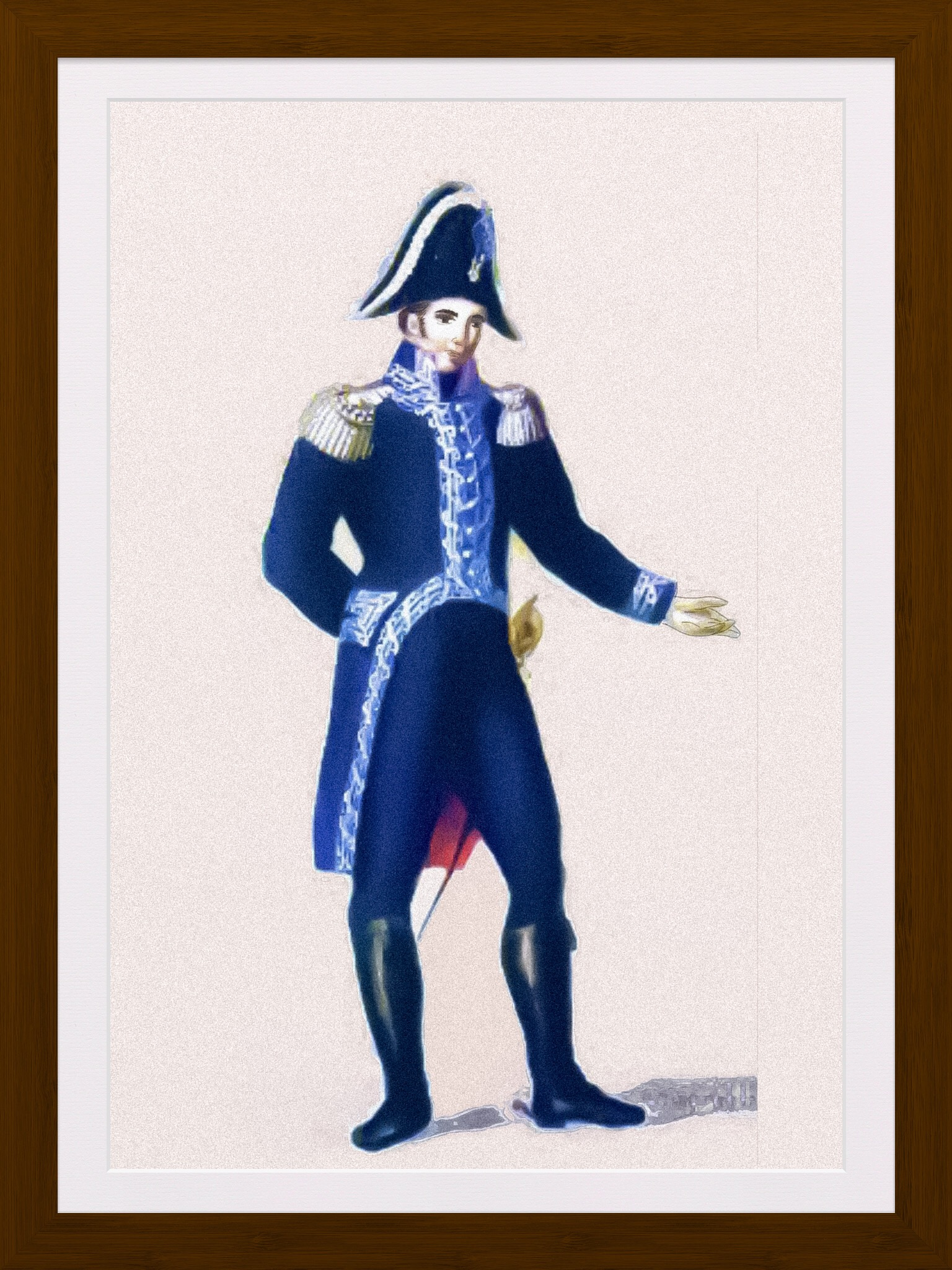
Uniforme con cornetta di panno turchino da generale sabaudo inizio XIX secolo

I tre vocabolari citati sopra ne derivano il nome dalla pietra turchese, rimandando a quando in italiano non si distingueva tra azzurro chiaro e blu scuro (come ancora oggi in spagnolo e in inglese). Il Vocabolario Etimologico della Lingua Italiana di Ottorino Pianigiani invece ne trae l'etimologia da Turco, città della Mauritania nelle cui vicinanze si cavava un marmo di colore bluastro.

## Storia

Il blu in alto nello stemma è definito turchino

Con questo termine si indicava primariamente il blu prima che questo termine derivato dal francese "bleu"  (fino alla metà del XX secolo in Italia era più comune la parola blé) lo soppiantasse; nel Vocabolario dei sinonimi della lingua italiana del 1884 di Pietro Fanfani, si riporta ancora la definizione: "La voce Blu è il francese Bleu, che in italiano è Turchino, ma che gli eleganti voglion dire alla francese. -L'Azzurro è turchino un poco più chiaro; ed è voce di raro uso nel parlar familiare. - Celeste è il turchino più chiaro, detto dal color del cielo [...]".
Uno studio riporta come "blu" stia soppiantando anche la parola "azzurro". Nello stesso studio, solo il 7% degli intervistati ha assegnato il termine "turchino" ad uno dei colori mostrati ed era un campione color turchese. Questo ne fa un termine di fatto desueto, usato per lo più in associazione alla Fata Turchina (84% di associazioni degli intervistati) senza conoscerne però la reale natura di colore scuro. Nello stesso studio infatti tutti hanno associato la parola turchino al colore chiaro celeste/turchese.

## Esempi
- L'esempio più noto è il colore dei capelli della Fata dai capelli turchini di Pinocchio, per quanto l'effetto Mandela e il suo soprannome in Fata Turchina fa si che venga dipinta con capelli turchesi o azzurri.
- I risvolti dei cavalleggeri di Savoia del 1824 sono ornati da una cornetta di panno definito turchino e per le per i dragoni e i cavalieri talune fonti iconografiche riportano come turchine le granate usate per le decorazioni[2].
- Le uniformi militari di molti Stati preunitari erano spesso turchine in parte o in toto.[3][4][5]
- Nella blasonatura del gonfalone di Caltanissetta lo si descrive: stendardo composto da una croce vermiglia delimitata in basso da colori verde e giallo e in alto bianco a sinistra e turchino a destra. Al centro della croce vermiglia, un'aquila reale porta in petto lo stemma di città. Sulla testa dell'aquila c'è una corona araldica. Con gli artigli l'aquila ghermisce due cornucopie dai quali fuoriescono spighe di grano e frutta.
- Il pennacchio da cappello per Carabiniere è Rosso scarlatto (Pantone Tessile 19-1663-TP) e Turchino (Pantone Tessile 19-3950-TP)[6]